# Wskrzeszenia w hinduizmie
Wskrzeszenia w hinduizmie – działania skutkujące przywróceniem życia istocie boskiej (dewa) lub ludzkiej, jak również tylko ciału fizycznemu sthulaśarira człowieka (bez pierwotnego pierwiastka duchowego), bywają opisywane w mitologii indyjskiej i w pismach hinduistycznych świętych. Dla zdarzeń takich kategorii, jako pokrewne są: nieudane próby samobójstw świętych postaci hinduizmu, boskie interwencje w chwili przybycia po duszę wysłanników boga Jamy oraz pomyślne powroty z pobytu w królestwie boga śmierci.

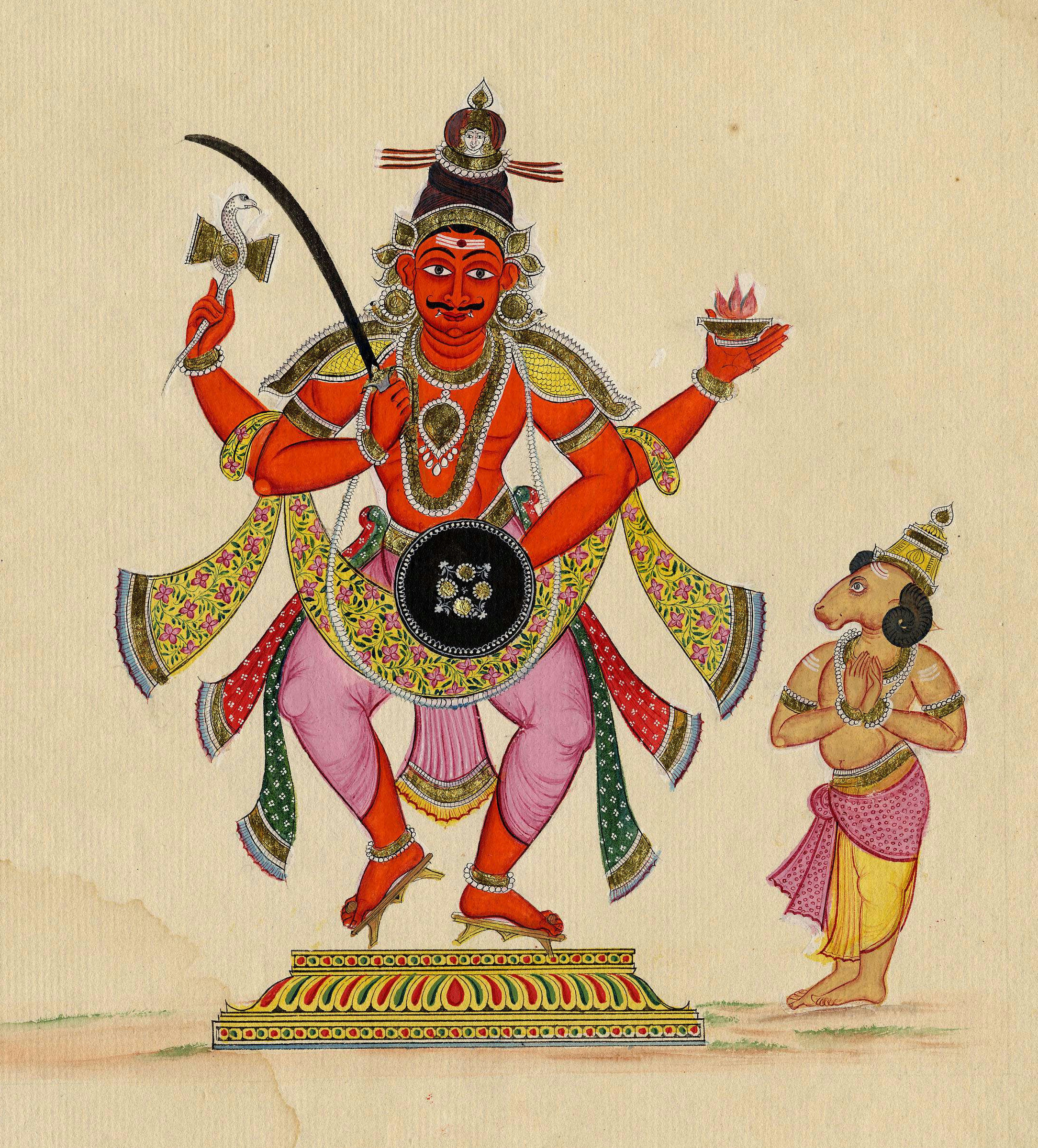
Brahmarszi Daksza z twarzą kozła (po prawej) stojący przed Śiwą w jego formie Wirabhadry.

## Wskrzeszanie bogów

### Powrót do życia z inną głową
- Ganeśa po śmierci zadanej z rąk ojca Śiwy, otrzymał głowę słonia
- Daksza po ataku Wirabhadry lub Bhadrakali, otrzymał głowę kozła

## Wskrzeszanie ludzi przez bogów
- kupiec Ćanda (lub Lakhai) po śmiertelnym ukąszeniu, został przywrócony do życia po rytuale odprawionym przez boginię węży Manasę w mieście bogów[1]
- sześciu braci kupca Candy powróciło do życia, wskutek interwencji Bahuli, nowo poślubionej żony kupca[1]
- Pramodwara został przywrócony do życia po ukąszeniu (Mahabharata)[2]
- Satjawan powrócił do życia wskutek interwencji Sawitri[2]

- Itumbad uśmiercony przez Muruhana[3]

- Dźaja i Widźaja wskrzeszeni przez Wisznu[3]

## Wskrzeszanie ludzi przez ludzi (siddhi)
- Baba Dźiwajan Ram został wyłowiony z Gangesu i ożywiony, jak podają pisma aghorich przez Babę Kina Rama. Miało to mieć miejsce w Waranasi, w wyniku testu posiadanych kwalifikacji, przed przyjęciem Baby Kina Ramy na ucznia do guru o imieniu Baba Kalu Ram[4].
- Kryszna przywrócił życie pasterzom i bydłu, połkniętym przez węża Aghasurę w Gokuli (Bhagawatapurana)[5]

- Paraśurama ożywił ciało swojej matki Renuki. W miejsce odciętej głowy pomyłkowo przytwierdził głowę niedotykalnej[6].

- Paraśurama ożywił ciało Jellammy, gdy pomyłkowo przytwierdził mu głowę swojej matki Renuki, żony rysziego[6].

## Powrót do życia po samobójstwie
- Wiśwamitra
- Bharatwadźa spłonął, podczas kremacji swojego syna. Bogowie przywrócili mu życie wskutek interwencji przyjaciela Arwawasu (Mahabharata)[7]

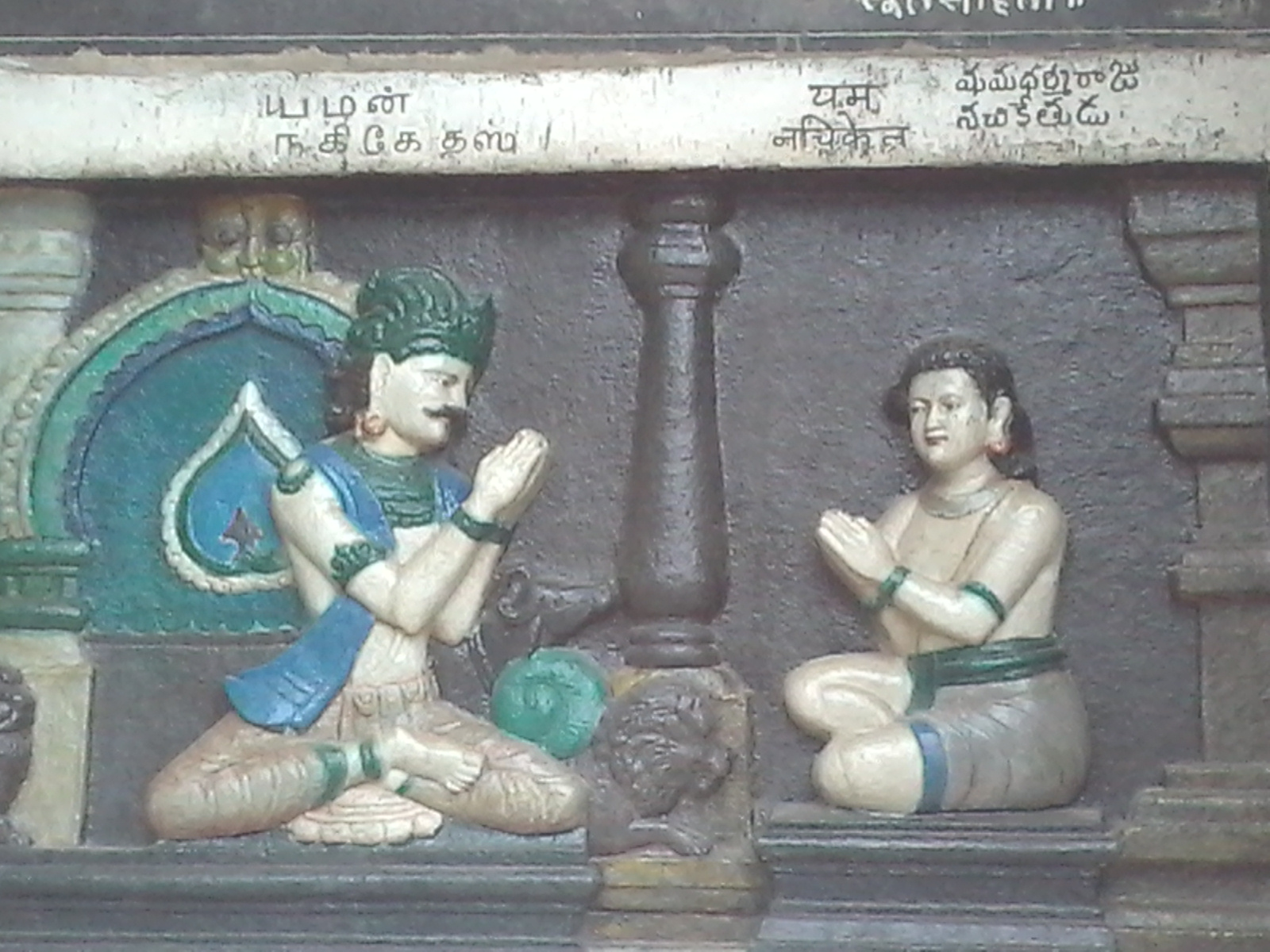
Bramin Naćiketas nauczany w pałacu boga zmarłych

## Odwiedziny za życia w królestwie zmarłych
- Naćiketas trzy dni oczekiwał na nieobecnego boga Jamę. Jako zadośćuczynienie Jama udzielił gościowi nauk (Kathopaniszad, Tajttirijabrahmana)